# Parti de la liberté, de l'unité et de la solidarité
Le Parti de la liberté, de l'unité et de la solidarité (en roumain : Partidul Libertății, Unității și Solidarității, PLUS) est un ancien parti politique roumain fondé en décembre 2018 par l'ancien Premier ministre Dacian Cioloș et dissous par la fusion avec USR en avril 2021.

## Historique

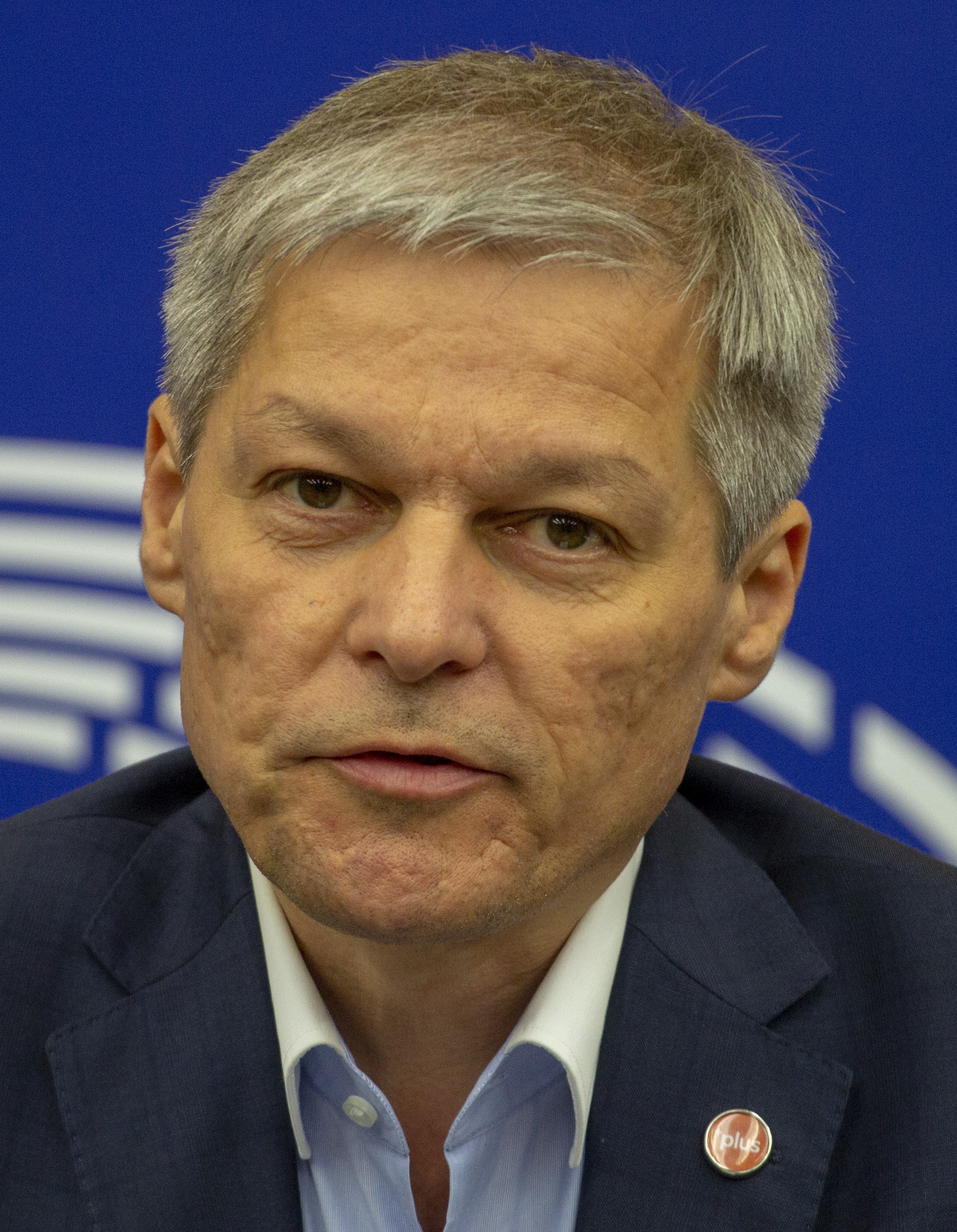
Dacian Cioloș, présient du Parti de la liberté, de l'unité et de la solidarité et député européen.

Il était connu de mars à décembre 2018 sous le nom de Mouvement Roumanie ensemble.
Le 2 février 2019, le parti forme avec l'Union sauvez la Roumanie (USR), l'alliance USR-PLUS qui devient un parti politique le 16 avril 2021.

## Élus
Il compte dans ses rangs le professeur de science politique et député européen Cristian Preda.

## Résultats électoraux

### Élections parlementaires
| Année | Chambre des députés | Chambre des députés | Chambre des députés | Sénat   | Sénat | Sénat   | Gouvernement |
| Année | Voix                | %                   | Mandats             | Voix    | %     | Mandats | Gouvernement |
| ----- | ------------------- | ------------------- | ------------------- | ------- | ----- | ------- | ------------ |
| 2020  | 906 962             | 15,37               | 17 / 330            | 936 862 | 15,86 | 8 / 136 | Cîțu         |

### Élections présidentielles
| Année | Candidat             | 1er tour | 1er tour |
| Année | Candidat             | %        | Rang     |
| ----- | -------------------- | -------- | -------- |
| 2019  | Dan Barna (USR-PLUS) | 15,0     | 3e       |

### Élections européennes
| Année | %    | Mandats | Rang | Tête de liste | Groupe |
| ----- | ---- | ------- | ---- | ------------- | ------ |
| 2019  | 21,4 | 4 / 33  | 3e   | Dacian Cioloș | RE     |